# 코파 델 레이 1904
코파 델 레이 1904(스페인어: Copa del Rey de Fútbol 1904)는 스페인의 축구 컵대회인 코파 델 레이의 2번째 시즌이다.
대회는 1904년에 마드리드에서 열렸다. 이 시즌은 혼란스러운 시즌이었는데, 이는 아틀레틱 빌바오가 한 경기도 치르지 않고 우승한 것이 방증한다.

## 상세 정보
본래 한 자치주 당 하나씩 총 3개 구단이 참가할 예정이었다. 새로 조직된 마드리드 축구 연맹이 사상 처음으로 대회를 주최하였고,(전 대회는 마드리드 축구단이 조직했다) 비스카이아 대표 아틀레틱 빌바오와 카탈루냐 대표 바르셀로나의 에스파뇰이 참가했다. 마드리드의 대표는 에스파뇰 마드리드, 마드리드-모데르노 (마드리드 축구단과 모데르노의 통합 구단) 간의 예선 경기를 통해 결정할 예정이었다. 세 구단이 리그전 방식으로 치르게 될 예정이었다.
대회를 앞두고 대회 진행 방식에 불만을 표한 에스파뇰은 마드리드로 가지 않을 것임을 발표했다. 따라서 마드리드의 다른 두 구단 몬클로아와 이베리아가 대회에 참가하게 되었고, 그에 따라 일정이 변경되었다.
대회는 1904년 3월 13일에 시작되었지만, 문제는 3월 19일에 시작되었다. 에스파뇰 마드리드와 마드리드-모데르노 간의 경기가 5-5 무승부로 끝났다. 양 선수단 주장이 연장전을 치르지 않기로 합의했지만, 재경기를 치를 지를 놓고 합의를 보지 못했다. 에스파뇰은 이튿날 재경기를 원했지만, 마드리드-모데르노는 이전 경기를 치르고 48시간 이내에 재경기를 할 수 없다는 규정을 앞세워 거절했다. 이튿날 에스파뇰은 재경기를 하러 경기장에 다시 나타났지만, 마드리드-모데르노는 그리하지 않았다. 세페리노 비르달로네 지역 연맹 회장은 에스파뇰 마드리드의 회장도 겸임했기에 규정을 에스파뇰 마드리드에 유리하게 적용했고, 결국 경기의 승자로 처리되었다.
본래 이 컵대회 결승전은 3월 26일에 치를 예정이었지만, 막판에 몬클로아와 이베리아가 막판에 참가하면서 추가로 예선전을 치를 필요가 생겼다. 3월 27일 에스파뇰과 몬클로아가 맞대결을 펼쳤다. 에스파뇰 마드리드는 1-0으로 이기는 와중에 수비수 에르무아가 부상당했다. 그는 정강뼈와 종아리뼈가 골절된 것으로 진단되었다. 그에 따라 주심은 경기 중단을 선언하였고, 그에 따라 에스파뇰 마드리드가 승자로 선언되었다. 마드리드 축구단 협회 회의에서 회장이 판정 동의를 제안했지만, 판정 동의 여부를 결정할 회장은 거절했다.
분란을 해결하기 위해, 제비뽑기가 시행되었고, 에스파뇰 마드리드의 승리로 판정되어 결승에 진출했다. 그러나, 에스파뇰 마드리드는 지역 대회에서 승리한 적이 없었다: 에스파뇰 마드리드는 한 경기를 무승부로 끝내고, 다른 한 경기는 끝까지 뛰지 못했다. 이 문제를 직면하고, 빠르게 문제를 해결할 수 없는 데다가, 몇몇 바스크 구단의 선수들이 일터로 재빨리 돌아가야 했기 때문에, 마드리드 협회는 전 대회 우승을 거둔 아틀레틱 빌바오의 우승을 인정하기로 결정하였다.

## 마드리드 예선 대회

### 준결승전
| 몬클로아                  | 4-0 | 이베리아 |
| ------------------------- | --- | -------- |
| 미상 · 미상 · 미상 · 미상 |     |          |

| 에스파뇰 마드리드                | 5-5 | 마드리드-모데르노                                                                     |
| -------------------------------- | --- | ------------------------------------------------------------------------------------- |
| 미상 · 미상 · 미상 · 미상 · 미상 |     | 호아킨 야르사 · 호아킨 야르사 · 페드로 파라헤스 · 페데리코 레부엘토 · 안토니오 알론소 |

재경기는 시행되지 않았다. 에스파뇰 마드리드가 승자로 판정되었다.

### 결승전
| 에스파뇰 마드리드 | 1-0 | 몬클로아 |
| ----------------- | --- | -------- |
| 미상              |     |          |

경기는 1-0 상황에 중단되었다. 에스파뇰 마드리드가 승자로 판정되었다.

## 코파 델 레이 결승전
| 아틀레틱 빌바오 | 치르지 않음 | 에스파뇰 마드리드 |
| --------------- | ----------- | ----------------- |
|                 |             |                   |

에스파뇰 마드리드의 본선 진출 과정은 논란의 대상이었다. 예선에 참가할 필요가 없었던 아틀레틱 빌바오가 자동으로 우승 구단으로 판정되었다.
| 코파 델 레이 1904 우승     |
| -------------------------- |
| 아틀레틱 빌바오 2번째 우승 |